# Teresa Nervosa
Teresa Taylor
Pour les articles homonymes, voir Teresa, Nervosa et Taylor.
Teresa Taylor, connu essentiellement sous le nom de Teresa Nervosa, née le 10 novembre 1962 à Arlington (Texas) et morte le 18 juin 2023, est une musicienne et actrice américaine, célèbre comme batteur du groupe Butthole Surfers.

## Biographie
Teresa Nervosa commence à jouer du tambour dans des fanfares à Fort Worth et Austin au Texas en compagnie de King Coffey (en). De 1983 à 1989, elle et Coffey seront ainsi alternativement les batteurs du groupe Butthole Surfers. 
En 1989, elle quitte le groupe et doit peu de temps après subir une opération du cerveau à cause d'un anévrisme. Elle commence aussi à souffrir d"épilepsie photo-sensitive. 
Employée dans une école pour aveugles et malvoyants du Texas depuis 1995, elle est rappelée en 2008 pour la tournée 2009 des Butthole Surfers. 

### Cinéma
Teresa Nervosa apparaît dans Slacker de Richard Linklater en 1991 dans le rôle d'une femme essayant de vendre un frottis de Madonna.

## Discographie
Avec Butthole Surfers.
- 1984 : Live PCPPEP
- 1984 : Psychic... Powerless... Another Man's Sac
- 1985 : Cream Corn from the Socket of Davis
- 1986 : Rembrandt Pussyhorse
- 1987 : Locust Abortion Technician
- 1988 : Hairway to Steven
- 1989 : Double Live (Butthole Surfers album)
- 1995 : The Hole Truth... and Nothing Butt
- 1996 : Electriclarryland
- 2002 : Humpty Dumpty LSD
- 2003 : Butthole Surfers/Live PCPPEP

## Filmographie
- 1988 : Bar-B-Que Movie (en)
- 1991 : Slacker